# The TriSonics
The TriSonics sind eine dreiköpfige Musikgruppe aus München. Gegründet 2000 von Derek Singleton, Ralf Nickolaus und Barbara Streidl (auch Bassistin der Moulinettes), hat die Band inzwischen drei Alben und eine Single veröffentlicht.
2005 trennte sich der Schlagzeuger, Ralf Nickolaus, von der Gruppe, Dim Schlichter ist der neue Schlagzeuger. Aufsehend erregend war der Auftritt der Gruppe 2006 in der JVA Stadelheim in München. Das griechische Plattenlabel Onstage Records veröffentlicht einen Mitschnitt des Konzerts unter dem Titel The TriSonics in Prison.

## Stil
Die Musik der Band orientiert sich am Rock ’n’ Roll der Fünfziger; doch ist sie eine zeitgemäße Fortführung, nicht etwa eine rückwärtsorientierte Adaption der Stücke von Elvis Presley, Johnny Cash oder Carl Perkins, wie viele andere Rock-’n’-Roll-Gruppen es praktizieren. Swing-Elemente, Country-Einflüsse gehören ebenso zum typischen Sound der TriSonics wie die Gitarrenklänge des Indie-Rock.

## Diskografie

### Alben
- 2005: Rock'n'Roll Remedy (Raucous Records)
- 2006: Welcome to the Club (Raucous Records)
- 2007: The TriSonics in Prison (Onstage Records)

### Singles
- 2005: Mystery Lady (Raucous Records)